# Jan Urban (fotbalista)
Jan Urban (* 12. březen 1986, Bruntál) je český fotbalový záložník, momentálně působící v rakouském klubu SK Vorwarts Steyer.
S fotbalem začínal v 8 letech v Bruntále a po šesti letech odešel do prvního prvoligového klubu své kariéry, do Olomouce. Poté hrál ještě za SFC Opava a v roce 2004 odešel na své první zahraniční angažmá, a to konkrétně na Slovensko do Dunajské Stredy. V roce 2006 přestoupil do rakouského USK Leube Anif a v zimě 2008 se vrátil do ČR, přesněji do Brna. Za celou jarní část sezony však nenastoupil ani k jednomu utkání. Na podzim 2008 si připsal v utkání proti Zlínu zatím jediný prvoligový start.